# Suthora verreauxi
A Suthora verreauxi a verébalakúak (Passeriformes) rendjébe, ezen belül az óvilági poszátafélék (Sylviidae) családjába tartozó, 12 centiméter hosszú madárfaj. Kína, Laosz, Mianmar, Tajvan és Vietnám nedves hegyi trópusi és szubtrópusi erdeiben él. Rovarokkal és magokkal táplálkozik. Júliusban költ, a pár együtt készíti a fészket.

## Alfajai
- S. v. verreauxi (Sharpe, 1883) – középső Kína;
- S. v. craddocki (Bingham, 1903) – Mianmar keleti része, észak-Laosz, észak-Vietnám, dél-Kína;
- S. v. pallidus (La Touche, 1922) – kelet-Kína;
- S. v. morrisonianus (Ogilvie-Grant, 1906) – Tajvan.

## Fordítás
- Ez a szócikk részben vagy egészben  a   Golden parrotbill című angol Wikipédia-szócikk fordításán alapul.  Az eredeti cikk szerkesztőit annak laptörténete sorolja fel. Ez a jelzés csupán a megfogalmazás eredetét és a szerzői jogokat jelzi, nem szolgál a cikkben szereplő információk forrásmegjelöléseként.